# Euphoresia multipunctata
Euphoresia multipunctata är en skalbaggsart som beskrevs av Brenske 1900. Euphoresia multipunctata ingår i släktet Euphoresia och familjen Melolonthidae. Inga underarter finns listade i Catalogue of Life.